# 178267 Sarajevo
178267 Sarajevo este un asteroid din centura principală de asteroizi.

## Descriere
178267 Sarajevo este un asteroid din centura principală de asteroizi. A fost descoperit pe 31 decembrie 2007 la La Sagra par l'Observatorio Astronómico de Mallorca. Asteroidul prezintă o orbită caracterizată de o semiaxă mare de 3,11 ua, o excentricitate de 0,13 și o înclinație de 21,0° în raport cu ecliptica.